# فرودگاه منطقه‌ای مانتگامری
فرودگاه منطقه‌ای مانتگامری (به انگلیسی: Montgomery Regional Airport) (به زبان بومی: Dannelly Field) یک فرودگاه همگانی بهره‌برداری هوایی با کد یاتا MGM است که یک باند فرود آسفالت دارد و طول باند آن ۱۲۲۲ متر است. این فرودگاه در شهر مونتگمری کشور ایالات متحده آمریکا قرار دارد و در ارتفاع ۶۷ متری از سطح دریا واقع شده‌است.